# Лисин, Александр Феодорович
Алекса́ндр Феодо́рович (Фёдорович) Ли́син (14 август 1867 — 2 февраля 1938) — врач, депутат Государственной думы II созыва от Саратовской губернии.

## Биография
По сословному происхождению из мещан. Среднее образование получил в Казани. Выпускник медицинского факультета Казанского университета. Служил земским врачом в слободе Рудня Камышинского уезда Саратовской губернии, по другим сведениям — врач села Лопуховки. В 1905 году после «кровавого воскресенья» организовал и провел несколько митингов, приезжал с этой целью в соседнюю Нижнюю Добринку. В 1906 году был арестован по подозрению в участии в освободительном движении, привлекался по 126 статье, но был оправдан судом.
7 февраля 1907 года избран в депутатом Государственной думы II созыва от съезда городских избирателей (получил 85 голосов). Вошёл в состав Народно-социалистической фракции. Состоял членом Продовольственной комиссии Думы. В апреле 1907 года — главный редактор ежедневной общественной, политической и литературной газеты «Земля и право» (известен № 1 от 13 апреля).
Имя Александра Фёдоровича Лисина фигурирует в "Списке лиц, подлежащих суду Военной коллегии Верховного суда Союза ССР" ("Сталинские списки") от 22 декабря 1937 года по "первой категории" (расстрел). На подлиннике визы Сталина, Молотова, Кагановича, Ворошилова.
Захоронен в братской могиле в Зауральной роще в окрестностях Оренбурга, где установлен общий памятный знак.

### Архивы
- Российский государственный исторический архив. Фонд 1278. Опись 1 (2-й созыв). Дело 242.